# Mistrzostwa Afryki w Piłce Ręcznej Mężczyzn 1992
Mistrzostwa Afryki w piłce ręcznej mężczyzn 1992 – dziesiąte mistrzostwa Afryki w piłce ręcznej mężczyzn, oficjalny międzynarodowy turniej piłki ręcznej o randze mistrzostw kontynentu organizowany przez CAHB mający na celu wyłonienie najlepszej męskiej reprezentacji narodowej w Afryce. Odbył się w dniach 11–24 listopada 1992 roku.
Tytuł zdobyty w 1991 roku obroniła reprezentacja Egiptu.

## Klasyfikacja końcowa
| Miejsce | Reprezentacja            | Uwagi          |
| ------- | ------------------------ | -------------- |
| złoto   | Egipt                    | awans: MŚ 1993 |
| srebro  | Tunezja                  | –              |
| brąz    | Algieria                 | –              |
| 4       | Zair                     | –              |
| 5       | Wybrzeże Kości Słoniowej | –              |
| 6       | Senegal                  | –              |
| 7       | Maroko                   | –              |
| 8       | Dżibuti                  | –              |